# Lion's Cup 1983
Il Lion's Cup 1983 è stato un torneo di tennis giocato sul sintetico indoor. È stata la 6ª edizione del torneo, che fa parte del Virginia Slims World Championship Series 1983. Si è giocato a Tokyo in Giappone, dal 19 al 21 novembre 1983.

## Campionesse

### Singolare
Martina Navrátilová ha battuto in finale  Chris Evert con il punteggio di 6–2, 6–2

### Doppio
- Doppio non disputato